# Transbordador espacial Challenger

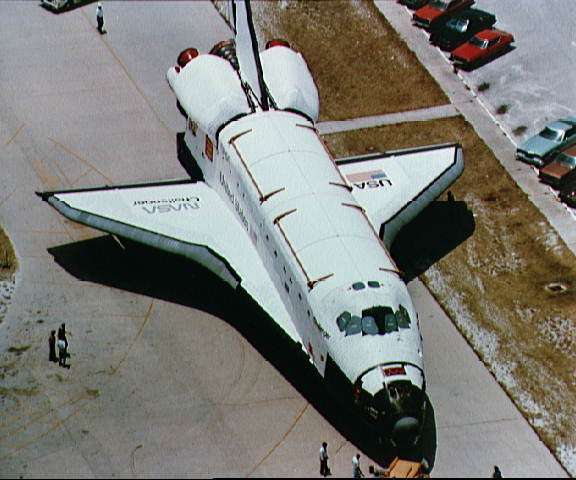
El Challenger.

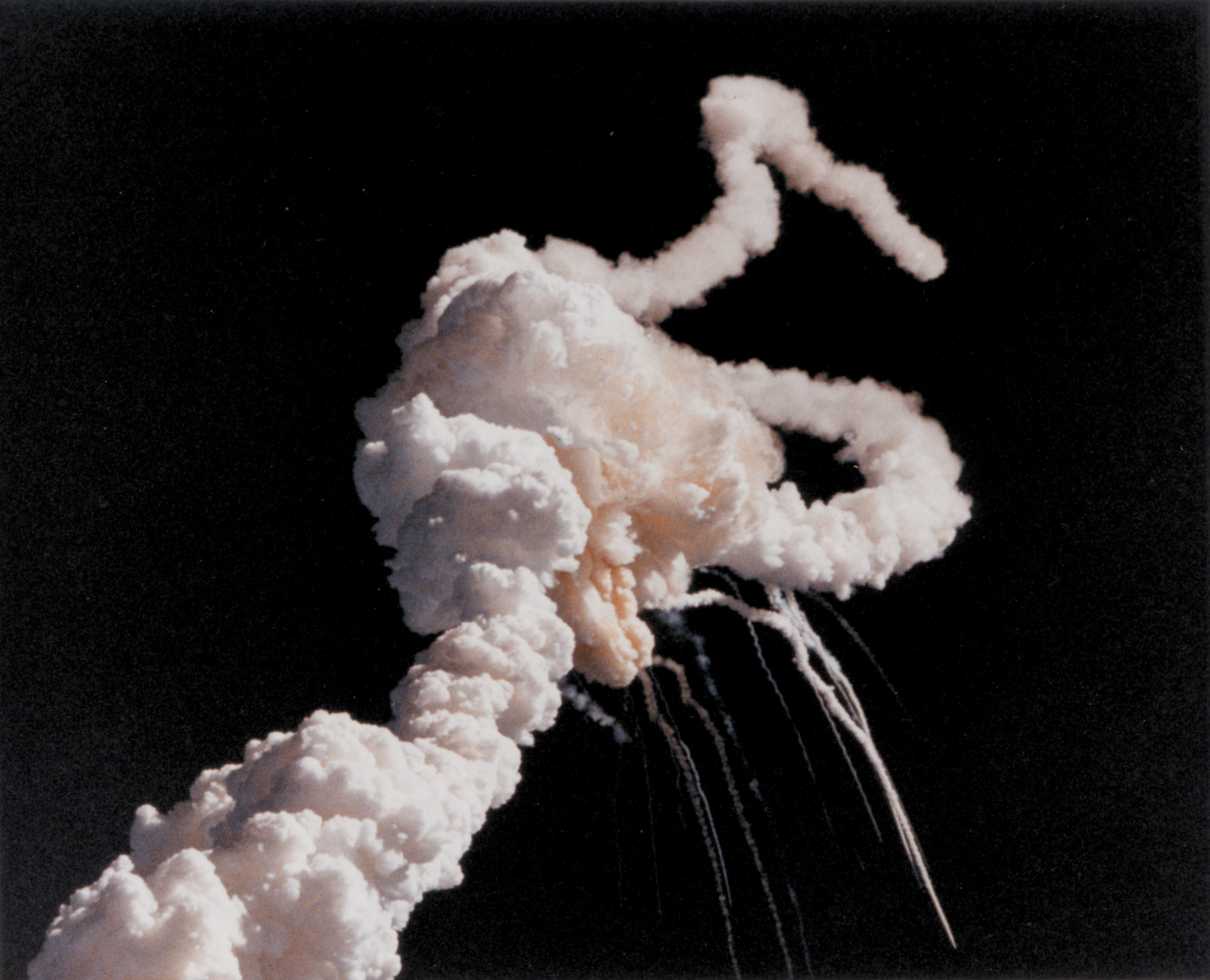
Explosió del Challenger (28 de gener de 1986).

El transbordador espacial Challenger (designació NASA: OV-99) era un transbordador de l'agència espacial dels Estats Units (NASA), construït per mitjà d'una estructura corporal que inicialment va ser experimental.
Va realitzar el seu primer vol el 4 de abril de 1983, i va completar nou missions abans de desintergrar-se a la seva desena missió, el 28 de gener de 1986, causant la mort dels seus set tripulants als 73 segons del seu llançament. El Challenger va ser reemplaçat pel transbordador espacial Endeavour, que va volar per primera vegada el 1992, sis anys després de l'accident.

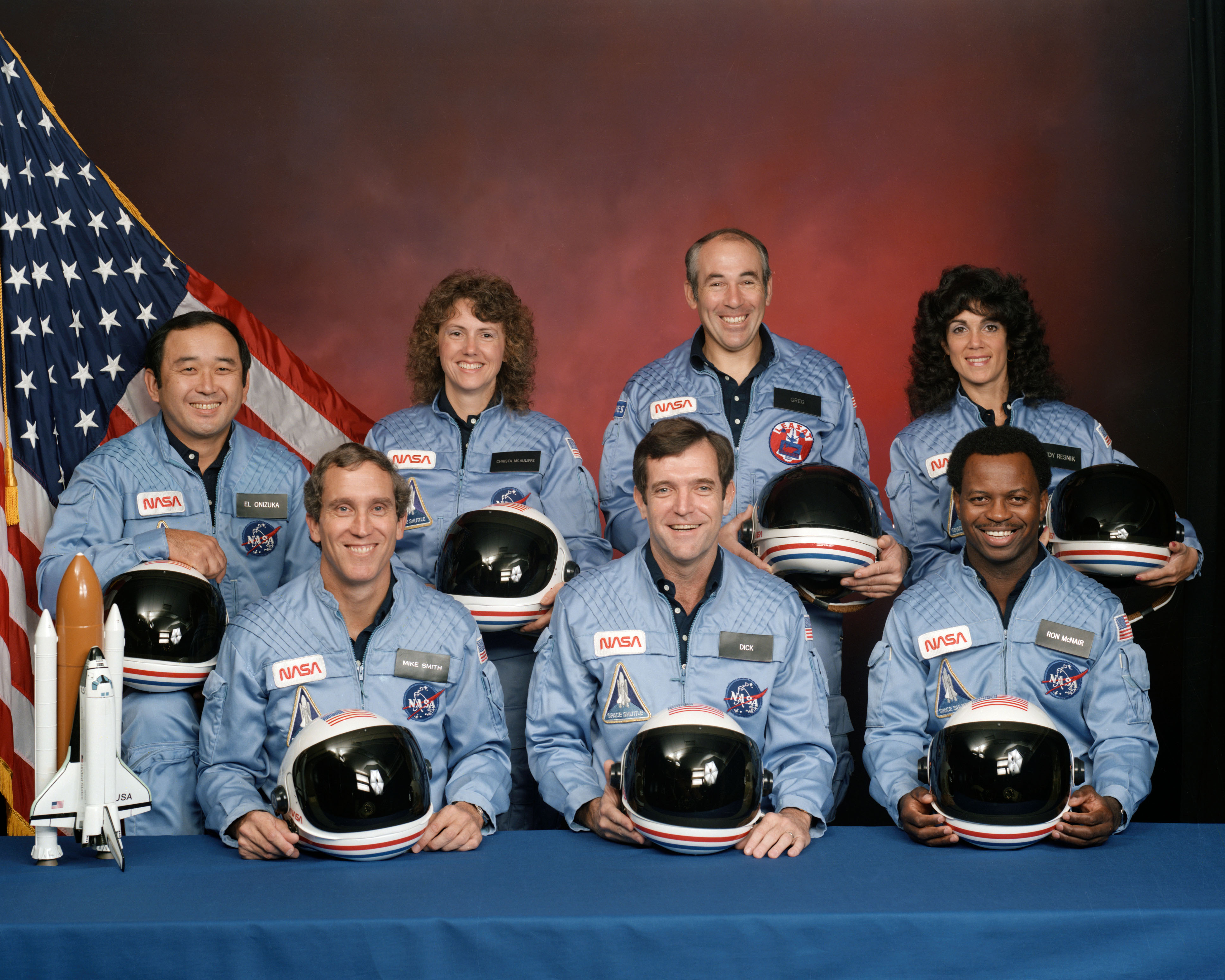
Tripulants del Challenger.

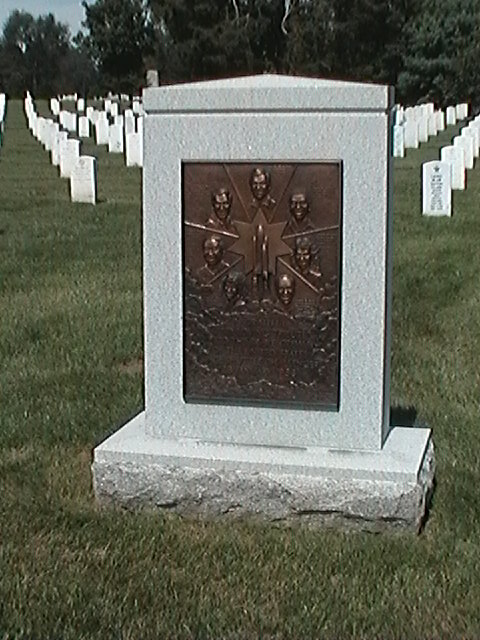
Tribut als tripulants del Challenger al Cementiri Nacional d'Arlington.

## Vols
La llançadora espacial Challenger va fer 10 vols, va estar 62,41 dies en l'espai, va completar 995 òrbites i va volar 25.803.940 milles en total, incloent-hi la seva missió final.
| Llista de missions del transbordador espacial Challenger |                 |          |          | |                                        |
| #                                                        | Data            | Insignia | Missió   | Notes | Durada                                 |
| -------------------------------------------------------- | --------------- | -------- | -------- | --- | -------------------------------------- |
| 1                                                        | 4 abril 1983    |          | STS-6    | Desplegament del satèl·lit TDRS-A. Primer passeig espacial durant una missió del transbordador espacial. | 5 dies, 00 hores, 23 minuts, 42 segons |
| 2                                                        | 18 juny 1983    |          | STS-7    | Sally Ride esdevé la primera dona americana a l'espai. Es van posar en òrbita 2 satèl·lits de comunicacions. | 6 dies, 02 hores, 23 minuts, 59 segons |
| 3                                                        | 30 agost 1983   |          | STS-8    | Guion Bluford esdevé el primer afroamericà a anar a l'espai. Primer llançament de nit. Posada en òrbita de l'Insat-1B. | 6 dies, 01 hores, 08 minuts, 43 segons |
| 4                                                        | 3 febrer 1984   |          | STS-41-B | Primer passeig espacial autónom utilitzant la Unitat de Maniobra Tripulada (Manned Maneuvering Unit o MMU). Es desplegues dos satèl·lits sense èxit, WESTAR i Palapa B-2.                                                        | 7 dies, 23 hores, 15 minuts, 55 segons |
| 5                                                        | 6 abril 1984    |          | STS-41-C | Missió de manteniment de la Solar Maximum Mission. | 6 dies, 23 hores, 40 minuts, 07 segons |
| 6                                                        | 5 octubre 1984  |          | STS-41-G | Primera missió amb dues dones. Marc Garneau esdevé el primer canadenc a l'espai. Kathryn D. Sullivan esdevé la primera dona estatunidenca en fer un passeig espacial. Es desplega el satèl·lit Earth Radiation Budget Satellite. | 8 dies, 05 hores, 23 minuts, 33 segons |
| 7                                                        | 29 abril 1985   |          | STS-51-B | Porta l'Spacelab-3. | 7 dies, 00 hores, 08 minuts, 46 segons |
| 8                                                        | 29 juliol 1985  |          | STS-51-F | Porta l'Spacelab-2. Única missió STS que s’avortarà després del llançament. | 7 dies, 22 hores, 45 minuts, 26 segons |
| 9                                                        | 30 octubre 1985 |          | STS-61-A | Transporta l'Spacelab D-1 alemany. Wubbo Ockels es converteix en el primer holandès a l'espai. | 7 dies, 00 hores, 44 minuts, 51 segons |
| 10                                                       | 28 gener 1986   |          | STS-51-L | Primera missió a portar un civil a l'espai (Christa McAuliffe). El Challenger es desintegra durant el llançament, morent tots set tripulants. TDRS-B.                                                                            | 0 dies, 00 hores, 01 minut, 13 segons  |

## Missió STS-51-L

### Accident del 28 de gener del 1986
El Challenger es va destruir durant el llançament de la missió 51-L el 28 de gener de 1986. La desintegració del vehicle va començar després que una junta tòrica del seu coet accelerador sòlid (SRB) dret fallés durant l'enlairament. La fallada de la junta tòrica va causar l'obertura d'una bretxa, permetent que el gas calent pressuritzat de l'interior del motor del coet sòlid sortís a l'exterior i contactés amb l'estructura adjacent de connexió amb el SRB i el tanc extern de combustible. Això va provocar la separació de la connexió posterior del SRB dret i la fallada estructural del dipòsit extern. Les forces aerodinàmiques van destruir ràpidament l'orbitador.
Encara que hi ha evidència que la tripulació va poder sobreviure al xoc inicial, la pressió de l'aire dins de la cabina es va perdre, i se suposa que els tripulants van morir en impactar contra l'Oceà Atlàntic.

### Tripulació del vol 51-L
- Greg Jarvis
- Christa McAuliffe
- Ronald McNair
- Ellison Onizuka
- Judith A. "Judy" Resnik
- Michael J. Smith
- Francis Scobee